# Lioanones
Lioanones är ett släkte av skalbaggar. Lioanones ingår i familjen vivlar.
Kladogram enligt Catalogue of Life:
| Lioanones | \| \| Lioanones tubulatus \| \| \| \| |
|           | \| \| Lioanones tubulatus \| \| \| \| |
|           | Lioanones tubulatus                   |
|           |                                       |